# Ricardo Gardner
Ricardo Wayne Gardner (* 25. September 1978 in St. Andrews, Jamaika) ist ein jamaikanischer Fußballspieler.

## Karriere
Bibi, wie er von seinen Mitspielern gerufen wird, begann seine Karriere beim Harbour View FC in der jamaikanischen Hauptstadt Kingston. Der beidfüßige linke Verteidiger wechselte, nachdem er bei der Fußball-Weltmeisterschaft 1998 in Frankreich positiv auffiel, Anfang der Saison 1998/99 nach England zu den Bolton Wanderers, wo er sich sogleich in der Stammformation etablierte und bislang über 300 Ligaspiele bestritt.

### Nationalmannschaft
Gardner spielte 109 Mal im jamaikanischen Fußballnationalteam und konnte neun Tore für die Jamaikaner erzielen, bis er seine Länderspielkarriere nach der Nichtqualifikation für die WM 2010 beendete. Somit steht er auf der Liste der Jamaikaner mit den meisten Länderspielen auf Platz 2.

## Erfolge
- Teilnahme an der Fußball-Weltmeisterschaft 1998 in Frankreich (3 Einsätze)